# Pablo Gutiérrez Weselby
Pablo Gutiérrez Weselby (Lima, 26 de diciembre de 1926 - ibídem, 28 de abril del 2000) fue un empresario y político peruano. Fue alcalde del distrito de Chorrillos en 4 periodos.

## Biografía
Nació en la ciudad de Lima, el 26 de diciembre de 1926. Fue hijo de Javier Gutièrrez Hernández y de Hellen Weselby Banning.
Hizo sus estudios escolares primarios en el Colegio fiscal República de Argentina, y los secundarios, siguiendo luego en el Colegio Nuestra Señora de Guadalupe. A los quince años de edad, quedó huérfano de padre y entró a trabajar de notificador de avisos del Banco Wiese, donde llegó a desempeñarse como gerente general hasta 1987. Practicante de diversos deportes, incursionó en el boxeo, el esgrima y el golf. También se graduó de piloto, obteniendo el primer lugar de su promoción en la Escuela de Collique.

## Alcalde de Chorrillos
Pablo Gutiérrez se incursionó en la política cuando fue nombrado como alcalde del distrito de Chorrillos por el presidente Francisco Morales Bermúdez en 1979. Luego, fue elegido en el cargo en las elecciones municipales de 1980 por la Lista Independiente Ante Todo Chorrillos N.º.7 para el periodo municipal 1981-1983 y luego reelegido para el periodo 1984-1986.
En 1981 pretendió -martillo en mano- derrumbar una pared entre el Club Regatas y las playas Pescadores y Agua Dulce para “democratizar” el balneario chorrillano. En 1984 dinamitó el Morro Solar de Chorrillos con el propósito de construir un sueño que quedaría trunco: la carretera hacia la playa La Chira. 
Intentó ser reelegido por segunda vez, sin embargo, fue vencido por Jorge Meneses Solís del Partido Aprista Peruano.
Luego, fundó su propio movimiento Por Acción de las Bases Libres Organizadas (P.A.B.L.O.) y postuló en las elecciones municipales de 1989 resultando elegido por tercera vez.
Para las elecciones municipales de 1992, Gutiérrez pretendió convertirse en el candidato oficial del presidente Alberto Fujimori (Cambio 90 - Nueva Mayoría) para la Alcaldía de Lima. Sin embargo, su candidatura terminó por retirada a pesar la alta intención de voto en las encuestas a 9 días antes de las elecciones.
Intentó sin éxito ser congresista en 1995 y en el mismo año fue elegido como alcalde de Chorrillos en las elecciones municipales. Intentó nuevamente su reelección pero no obtuvo éxito tras ser vencido por Augusto Miyashiro de Vamos Vecino.

## Fallecimiento
El 28 de abril del año 2000, Pablo Gutiérrez falleció a los 73 años en la ciudad de Lima y sus restos fueron enterrados en el Cementerio El Ángel.